# 文化地圖
文化地圖（英語：CultureMap）是英國一個關注中小型企業的智庫。

## 歷史
文化地圖成立於2002年，該智庫執行長John Owrid希望建立為中小企業建立如目標群體指數（Target Group Index, TGI）一般的工具，使企業主能以行銷策略進行領導、社會大眾更了解英國中小企業，故該智庫與Kantar（BMRB）合作執行商業文化指數（Business Culture Index, BCI）研究，此研究發現約有42%的中小企業保守經營、不願冒險，僅有約3%的中小企業積極承擔風險以獲取利潤，與大眾印象相反。